# Boćwinka (powiat gołdapski)
Boćwinka (niem. Bodschwingken) – osada w Polsce położona w województwie warmińsko-mazurskim, w powiecie gołdapskim, w gminie Gołdap.
Przez miejscowość przebiega droga wojewódzka nr 650.
W latach 1975–1998 miejscowość należała administracyjnie do województwa suwalskiego.
Podczas akcji germanizacyjnej nazw miejscowych i fizjograficznych (tzw. chrzty hitlerowskie) utrwalona historycznie nazwa niemiecka Bodschwingken została w 1938 r. zastąpiona przez administrację nazistowską sztuczną formą Herandstal.